# Collar day
I Collar days (i giorni di collare) sono giorni designati in cui i cavalieri dei più importanti ordini cavallereschi britannici sono tenuti da regolamento a indossare i loro collari cerimoniali per prendere parte ad occasioni solenni. I collari sono delle catene cerimoniali da portare sulle spalle, realizzati in oro e con sul fronte le insegne dell'Ordine a cui appartengono.

## Collar days nel Regno Unito
I collari attualmente in uso nel Regno Unito sono quello dell'Ordine della Giarrettiera, dell'Ordine del Cardo, dell'Ordine del Bagno, dell'Ordine di San Michele e San Giorgio, dell'Ordine dell'Impero Britannico, dell'Ordine Reale Vittoriano. Un tempo erano presenti anche i collari dell'Ordine di San Patrizio, dell'Ordine della Stella d'India e dell'Ordine dell'Impero Indiano.
I collar days, secondo le istruzioni rilasciate dalla Central Chancery of the Orders of Knighthood sono:
| data         | giorno                                                  | status                            |
| ------------ | ------------------------------------------------------- | --------------------------------- |
| variabile    | Domenica di Pasqua                                      | in uso                            |
| variabile    | Lunedì dell'Angelo                                      | abbandonato                       |
| variabile    | Giovedì Santo                                           | abbandonato                       |
| variabile    | Ascensione                                              | in uso                            |
| variabile    | Domenica di Pentecoste                                  | in uso                            |
| variabile    | Lunedì di Pentecoste                                    | abbandonato                       |
| variabile    | Martedì di Pentecoste                                   | abbandonato                       |
| variabile    | Festa della Trinità                                     | in uso                            |
| 1 gennaio    | Capodanno                                               | in uso                            |
| 6 gennaio    | Epifania                                                | in uso                            |
| 25 gennaio   | Conversione di San Paolo                                | in uso                            |
| 2 febbraio   | Presentazione di Gesù al Tempio (detta anche Candlemas) | in uso                            |
| 6 febbraio   | Ascesa al trono della regina                            | in uso                            |
| 24 febbraio  | San Mattia                                              | abbandonato                       |
| 1 marzo      | San Davide                                              | in uso                            |
| 17 marzo     | San Patrizio                                            | in uso                            |
| 25 marzo     | Annunciazione                                           | in uso                            |
| 21 aprile    | Compleanno della regina                                 | in uso                            |
| 23 aprile    | San Giorgio                                             | in uso                            |
| 25 aprile    | San Marco                                               | abbandonato                       |
| 1 maggio     | San Filippo e San Giacomo                               | abbandonato                       |
| 29 maggio    | Restaurazione della famiglia reale                      | in uso                            |
| 2 giugno     | Incoronazione della regina                              | in uso                            |
| 10 giugno    | Compleanno del duca di Edimburgo                        | in uso                            |
| 24 giugno    | San Giovanni Battista                                   | in uso                            |
| 29 giugno    | San Pietro                                              | abbandonato                       |
| 25 luglio    | San Giacomo                                             | abbandonato                       |
| 4 agosto     | Compleanno della regina madre                           | in uso (anche se non più in vita) |
| 6 agosto     | Trasfigurazione                                         | in uso                            |
| 24 agosto    | San Bartolomeo                                          | abbandonato                       |
| 21 settembre | San Matteo                                              | abbandonato                       |
| 29 agosto    | San Michele                                             | in uso                            |
| 18 ottobre   | San Luca                                                | abbandonato                       |
| 28 ottobre   | San Simone e San Giuda                                  | abbandonato                       |
| 1 novembre   | Ognissanti                                              | in uso                            |
| 30 novembre  | Sant'Andrea                                             | in uso                            |
| 21 dicembre  | San Tommaso                                             | abbandonato                       |
| 25 dicembre  | Natale                                                  | in uso                            |
| 26 dicembre  | Santo Stefano                                           | in uso                            |
| 28 dicembre  | Strage degli innocenti                                  | in uso                            |

I collari sono inoltre indossati all'annuale apertura del parlamento ed in altre occasioni solenni, tra cui i servizi religiosi dei vari ordini o alla cerimonia per l'introduzione di un nuovo pari alla Camera dei Lord.